# 海南柳叶箬
海南柳叶箬（学名：Isachne hainanensis）为禾本科柳叶箬属下的一个种。其种加词“hainanensis”意为“海南的”。